# Mihailo Polit-Desančić
Mihailo Polit-Desančić (en serbe cyrillique : Михаило Полит-Десанчић ; né à Novi Sad le 16 avril 1833 et mort à le 30 mars 1920 à Timișoara) est une personnalité politique, un journaliste et un écrivain serbe. Il a été membre de la Société savante serbe (Srpsko učeno društvo) et de l'Académie royale serbe (Srpska kraljevska akademija), ancêtres de l'actuelle Académie serbe des sciences et des arts.

## Biographie
À Vienne, Mihailo Polit-Desančić obtient un diplôme en droit puis en obtient un autre à Paris en science politique. Polyglotte et érudit, il devient un proche collaborateur de Svetozar Miletić et, avec lui, l'une des personnalités politiques les plus importantes des Serbes de la Voïvodine de l'époque, intégrée dans les possessions de la Maison d'Autriche. Il édite alors le périodique Branik. Il a été député aux parlements de Croatie et de Hongrie et a été membre du Conseil ecclésiastique et scolaire (Crkveno-školski sabor) de Sremski Karlovci.
Après la dissolution du parti de Miletić, il a été membre du Parti radical populaire (Narodna radikalna stranka) et membre du Parti libéral populaire (Narodna liberalna stranka) puis le chef des libéraux de Voïvodine.
Parmi ses œuvres, on peut citer Verenica Crnogorka (1863), le drame historique Branivoj knez Zahumski (1868), le récit de voyages Putne uspomene (Souvenirs de voyages), des livres de mémoires comme Kako sam svoj vek proveo (Comment j'ai traversé mon siècle), Uspomene iz 1848-1849 (Souvenirs de 1848-1849), Pokojnici (Les Défunts) et quatre livres intitulés Besede (Paroles).
Il est enterré dans la cimetière de la Dormition à Novi Sad, où son monument funéraire fait partie d'un ensemble de 24 tombes de personnalités historiques, culturelles et autres inscrites sur la liste des monuments culturels protégés (identifiant no SK 1588) de la république de Serbie.